# Paul Kligman
Paul Kligman est un acteur canadien né en 1923 et décédé en 1985.

## Filmographie
- 1952 : The Wayne and Shuster Hour (série TV)
- 1952 : Sunshine Sketches (série TV) : Josh Smith
- 1961 : The Superior Sex (série TV)
- 1961 : Razzle Dazzle (série TV) : Mr. Sharpy
- 1963 : A Show from Two Cities (feuilleton TV) : Regular
- 1964 : Rudolph, the Red-Nosed Reindeer (TV) : Donner / Clarice's Father / Comet the Coach (voix)
- 1965 : Willie McBean & His Magic Machine (voix)
- 1966 : Captain America (série TV) : The Red Skull / Additional Voices (voix)
- 1966 : The Marvel Superheroes (série TV) : Additional Voices
- 1966 : Hulk (série TV) : General 'Thunderbolt' Ross (voix)
- 1966 : Reluctant Nation (feuilleton TV) : Premier Oliver Mowat
- 1966 : Rocket Robin Hood (série TV) : Friar Tuck (voix)
- 1982 : Off Your Rocker (TV) : Abe Terapi
- 1985 : Reckless Disregard (TV) : Amos Greisman